# Лунка-Ратеш
Лунка-Ратеш (рум. Lunca Rateș) — село у повіті Ясси в Румунії. Входить до складу комуни Скинтея.
Село розташоване на відстані 302 км на північ від Бухареста, 22 км на південь від Ясс.

## Населення
За даними перепису населення 2002 року у селі проживали 383 особи, усі — румуни. Усі жителі села рідною мовою назвали румунську.